# Sergio Chumil
Sergio Geovani Chumil González (8 oktober 2000) is een Guatemalteeks wielrenner die in 2024 prof werd bij Burgos-BH.

## Carrière
Als eerstejaars junior werd Chumil nationaal kampioen op de weg. Een jaar later won hij de nationale titel in het tijdrijden.
In 2019 eindigde Chumil in drie van de tien etappes in de Ronde van Guatemala in de top tien. Dit leverde hem de twintigste plaats in het eindklassement op, op meer dan elf minuten van winnaar Manuel Rodas. In 2020 nam hij opnieuw deel aan de ronde van zijn thuisland. Ditmaal eindigde hij zeven keer in de top tien en werd hij zevende in het eindklassement. In 2021 werd hij wederom nationaal kampioen, nu in het tijdrijden bij de beloften. In 2022 won Chumil het jongerenklassement in de Ronde van Guatemala. In het algemeen klassement werd hij vijfde, op acht minuten van winnaar Mardoqueo Vásquez. In 2023 behaalde hij meerdere overwinningen in de Spaanse en Guatemalteekse amateurcircuits. In november van dat jaar won hij twee etappes in de Ronde van Guatemala.
In 2024 werd Chumil prof bij Burgos-BH. Zijn debuut voor de ploeg maakte hij eind maart in de Grote Prijs Miguel Indurain. In juni werd hij voor het eerst in zijn carrière nationaal kampioen op de weg bij de eliterenners. In zijn Guatemalteekse kampioenstrui won hij een maand later een bergrit met aankomst op Torre in de Ronde van Portugal.

## Overwinningen
2017
 Guatemalteeks kampioen op de weg, Junioren
2018
 Guatemalteeks kampioen tijdrijden, Junioren
2021
 Guatemalteeks kampioen tijdrijden, Beloften
2022
Jongerenklassement Ronde van Guatemala
2023
4e en 5e etappe Ronde van Guatemala
2024
 Guatemalteeks kampioen op de weg, Elite
3e etappe Ronde van Portugal
2025
4e etappe O Gran Camiño
 Guatemalteeks kampioen tijdrijden, Elite

## Resultaten in voornaamste wedstrijden
|      | \| Jaar \| Clásica San Sebastián \| \| WK op de weg \| \| ---- \| --------------------- \| \| ------------ \| \| 2024 \| \| \| opgave \| \| 2025 \| opgave \| \| \| |  |              |
| Jaar | Clásica San Sebastián |  | WK op de weg |
| 2024 | |  | opgave       |
| 2025 | opgave |  |              |

## Ploegen
- 2024 –  Burgos-BH
- 2025 –  Burgos Burpellet BH

Alleno · Álvarez · Angulo · Aparicio · Bol · Bouglas · Chumil · Delgado · Díaz · Ezquerra · Fagundez · Fernandez · Franco · Fuentes · Gate · Jackson · Langellotti · Mora · Okamika · Pelegrí · Sainbayar · Vacek · Bennassar (stagiair) · Cabedo (stagiair) · Rey (stagiair)